# 민족독일인

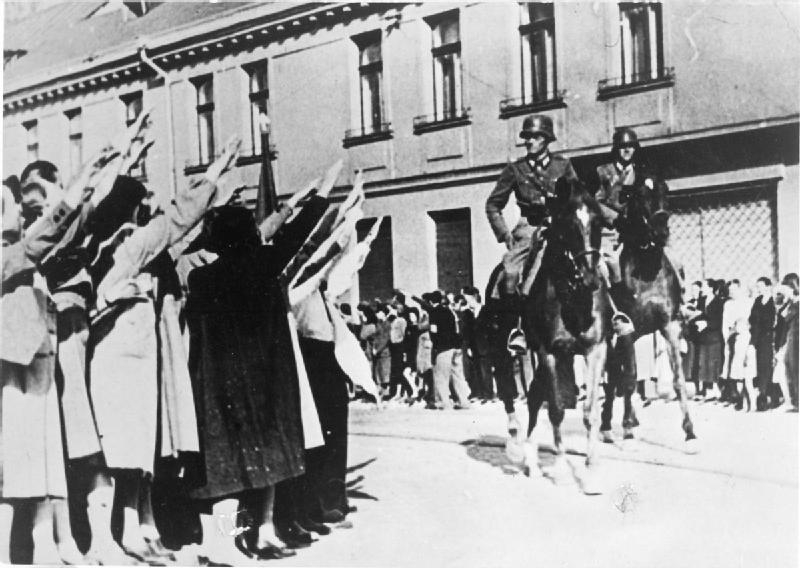
1939년 폴란드 우치에서 독일군 기병대를 환영하는 민족독일인들.

민족독일인(독일어: Volksdeutsche 폴크스도이체[ˈfɔlksˌdɔʏtʃə][*])은 나치 독일에서 시민권과 무관하게 민족적으로 독일인인 사람, 즉 독일계 외국인을 이르던 말이다. 이는 나치 독일이 시민권이 아닌 민족성을 국적의 구분수단으로 삼음으로써 독일의 본래 국경 너머에 사는 독일계 사람은 유대계 혈통만 안 섞여 있다면 모두 독일국의 국민이라고 규정하는 데 사용되었다. 이와 반대로 독일 본토에 사는 독일인은 국가독일인이라고 했다. 민족독일인들은 국가독일인들과 달리 노동 또는 투표를 위한 법적 시민권을 증명할 서류를 가지지 못했다.
체코슬로바키아, 폴란드, 유고슬라비아 등의 민족독일인들은 나치를 열렬히 지지하였으며, 일부는 민족독일인 자위단이라는 준군사조직을 만들어 나치의 인종학살정책에 적극 협조하였다.

## 같이 보기
- 나치 독일이 병합한 지역
- 제5열
- 독일인의 도피 및 추방 (1944년-1950년)
- 브란덴부르거즈